# Kornellordningen
Kornellordningen (Cornales) är en ordning i undergruppen asterider av trikolpaterna. Den inkluderar sex växtfamiljer och mer än 590 arter.
I nyare klassificeringssystem ingår följande familjer:
- Brännreveväxter (Loasaceae)
- Curtisiaceae
- Grubbiaceae
- Hortensiaväxter (Hydrangeaceae)
- Hydrostachyaceae
- Kornellväxter (Cornaceae[2]) (inklusive Alangiaceae)
- Nyssaväxter (Nyssaceae) (inklusive Davidiaceae och Mastixiaceae)

Alternativt kan nyssaväxterna ingå i kornellväxterna. I det äldre Cronquistsystemet bestod Cornales av familjerna Alangiaceae, nyssaväxter, kornellväxter och Garryaceae och var placerad i underklassen Rosidae.